# اسد بدیع
اسد بدیع (زادهٔ ۱۹۶۱ مزار شریف) خوانندهٔ اهل افغانستان است. او یکی از خوانندگان دهه ۱۹۸۰ میلادی است، که کارش را با گروه باران شروع کرد و به محبوبیت رسید.
بدیع همچنین یک پزشک است و دکترای پزشکی‌اش را در سوئیس گرفته‌است. وی در حال حاضر در شهر ژنو کشور سوئیس ساکن است.